# Maasstroom (plantage)

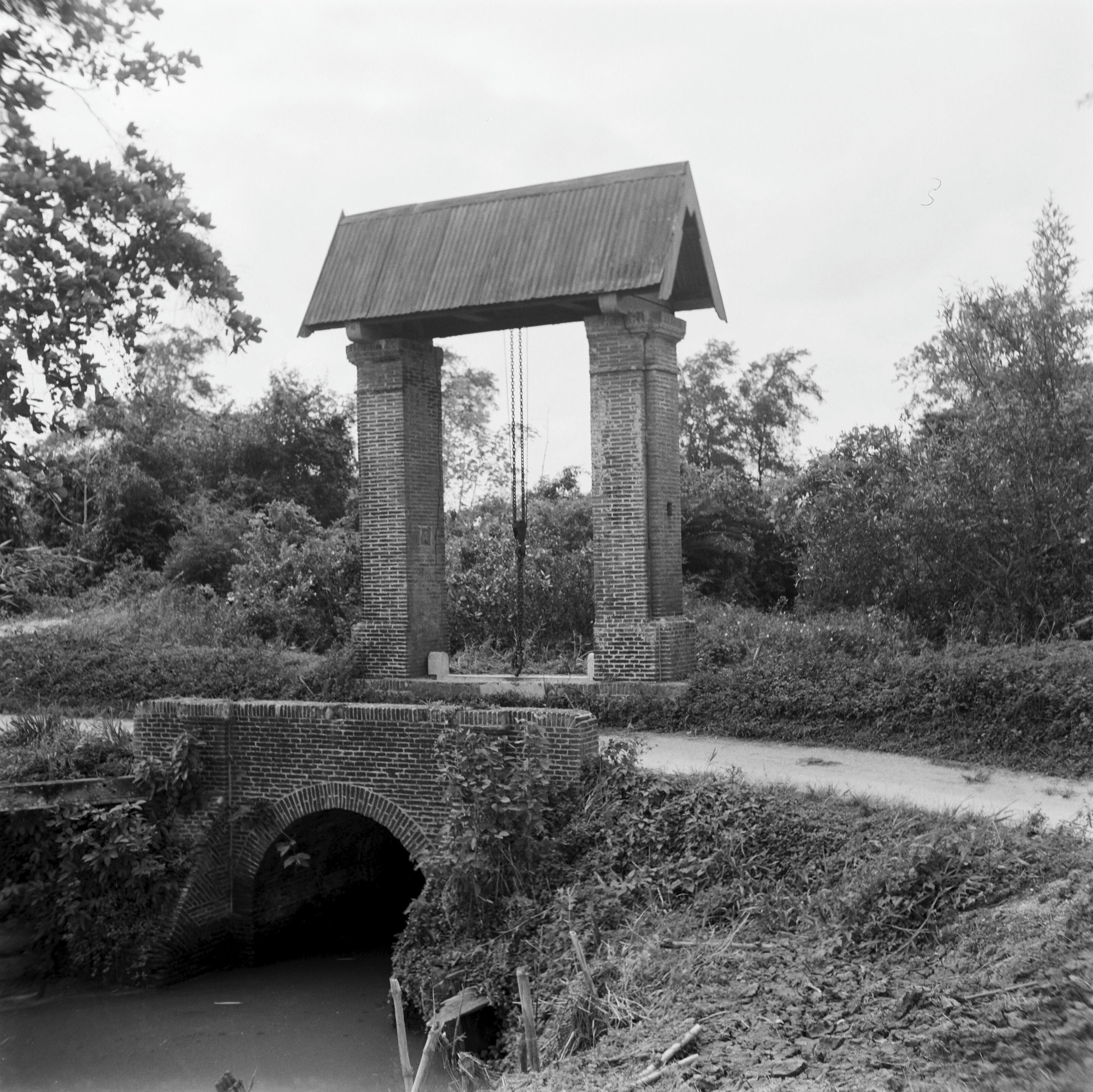
Sluis op plantage Maasstroom, foto 1962, RCE

Maasstroom was een koffieplantage aan de Commewijnerivier in het district Commewijne in Suriname. De plantage lag links bij het opvaren, stroomafwaarts naast plantage Johannesburg en stroomopwaarts naast plantage Berlijn.

## Geschiedenis

### Matheus Sigismundus Pallak
De plantage werd aangelegd door de Duitse Matheus Sigismundus Pallak die in 1730 in Suriname was aangekomen. Hij maakte aldaar deel uit van de 'Raad van Politie en Criminele Justitie'. Hij was tevens eigenaar van plantage Prosperité. Pallak vertrok in 1758 naar Nederland. Schijnbaar was hij geliefd bij zijn slaven, want zij namen naar verluidt allen wenend afscheid van hem. Naar hem werd de plantage in de volksmond Polak genoemd. Pallak ging in Leiden wonen en noemde zijn buitenplaats in Zoeterwoude Lust tot Rust, wellicht naar de dicht bij Maasstroom gelegen plantage Lust tot Rust van Wigbold Crommelin met dezelfde naam. Pallak nam bij zijn terugkeer naar Europa een slaafgemaakte jongeling mee, die in 1758 in de Lutherse kerk in Leiden werd gedoopt. In het doopregister staat hij beschreven als 'Amerikaansche Moor'. Hij werd sindsdien 'Christiaan' genoemd.

### Hamilton en Meyners
De helft van de plantages Maasstroom en la Prosperité was eigendom van de firma weduwe Hamilton en Meyners te Rotterdam. Weduwe Hamilton had betrekking op Elizabeth Hamilton. De andere eigenaar van de firma was Johan Gerard François Meyners die in 1720 in Rotterdam geboren was. Hij trouwde in 1746 met Elisabeth Hamilton. Van 1793 tot 1858 stond de firma Hamillton en Meyners als eigenaar van de plantage vermeld. Er werd op Maasstroom overwegend koffie verbouwd. De gronden langs de Commewijne werden uitgegeven met een grootte van 500 akkers. In 1821 was de oppervlakte echter 725 akkers. Dit betekende dat er in de tussentijd een tweede uitgifte van 225 akkers was. Dit gebeurde met de meeste plantages in dit gebied. Er werkten in die tijd tussen de 100 en 125 slaven. In de periode 1825 tot 1843 was dhr. Monsanto directeur. Het gebeurde niet vaak dat een directeur zo lang op één plantage werkzaam was.
Bij de emancipatie in 1863 kregen 86 slaven hun vrijheid. Eigenaren waren Cornelia Maria van Hangest, baronesse d’Yvoy, jonkheer Hendrik Maurits van Weede, lid van de Provinciale Staten van Gelderland en kamerheer in buitengewone dienst van Koning Willem III.

### Familie Van Emden
In de periode 1891 tot 1938 was de plantage in bezit van de broers Van Emden. De eerste jaren werd er cacao en banaan geteeld. In die jaren was er van de 241 hectare ongeveer 90 hectare in cultuur. Vanaf 1926 werd er weer koffie verbouwd, en ook rijst. In 1913 was het areaal in cultuur 134 hectare. In 1935 steeg dit naar 201 hectare. In de periode 1935 -1936 werd het achterste gedeelte van de plantage ontgonnen.
De familie Van Emden was een van oorsprong joodse familie uit Amsterdam, waarvan zich een tak in Suriname vestigde. Een van de drie broers, Joost, was ook directeur van suikerplantage Drie Gebroeders. Zijn zoon, Joost, was directeur van de plantage Maasstroom en van de plantages Mon Souci en Killenstein, stroomopwaarts aan de Commewijne.

### Jamin
De plantage werd tijdens en vlak na de Tweede Wereldoorlog sterk verwaarloosd. In 1947 kwam de plantage in het bezit van de firma Jamin. Samen met Elisabeth's Hoop, Berlijn, Rust en Werk, Johannesburg, Pieterszorg en Andrea's Gift werd het één grote onderneming, de Verenigde Cultuur Maatschappijen N.V. Later kwam daar een deel van plantage De Resolutie bij. Het was de bedoeling om de plantage te herontginnen en te beplanten met cacao, als grondstof voor de chocolade-industrie. In de periode 1956-1958 heeft men ook geprobeerd sukade te verbouwen. Dit bleek echter niet succesvol. Een aantal extreem droge seizoenen in de jaren zestig ruïneerde de oogsten en maakte aan deze poging een einde.
A la bonne heure · Anna's Zorg · Akkerboom · Alliance · Alkmaar · Andresa · Auka · Andreesgift · Bantaskine · Barbados · Batavia · Beekenhorst · Belladrum · Bellevue · Belwaarde · Beninenburg · Berg en Dal · Bergen op Zoom · Berlijn (Commewijne) · Berlijn (Para) · Bethlehem · Boksweide · Boston · Botany Bay · Boxel · Bronswijk · Brouwerslust · Bruinendaal · Bucklebury · Buitenrust · Burnside · Cadrosspark · Caledonia · Campenburg · Cannewapibo · Catharina Sophia · Clevia  · Cliffort-Kokshoven · Clyde · Concordia · Concordia en een Kwart Lot · Courcabo · De Dageraad · De Goede Vriendschap · De Resolutie · De Vier Hendrikken · Diamond · Dijkveld · Domburg · Dordrecht · Eendragt · Elisabeth's Hoop · Ellen · L'Espérance (Nickerierivier) · L'Espérance (Surinamerivier) · Esthersrust · Fairfield · Fortuin · Flora · Florentia · Frederiksburg · Frederiksdorp · Frederikslust · Geertruidenberg · Geyersvlijt · Glensander · Gloria · Groot Chatillon · Groot Marseille · Guadeloupe · Hague · Hamburg · Hamilton · Hamptoncourt · Hannover · Hazard · Hebron · Hecht en Sterk · Hooyland · Hope · Houttuin · Huntly · Huwelijkszorg · Inverness · Jagtlust · Jodensavanne · Johan & Margaretha · Johanna Catharina · Johanna Maria · Johannesburg · John · Katwijk · Kent · Kerkshoven · Killenstein · Klein Bellevue · Kleinhoop · Krappahoek · Kroonenburg · Kwatta · La Jalousie · La Prosperité · La Rencontre · La Ressource (Saramacca) · La Ressource (Surinamerivier) · La Singularité · Laarwijk · Leasowes · Leliëndaal · Leonsberg · Livorno · Longmay · Lunenburg · Lust en Rust · Lustrijk · Maasstroom · Margarethenburg · Maria Petronella · Mariënbosch · Mariënburg · Margaretha's Gift · Mary's Hope · Meerzorg · Merveille · Moed en Kommer · Mon Bijou · Mon Souci · Mon Trésor · Monnikendam · Mopentibo · Morgenster · Moy · Nieuw Mocha · Nieuwzorg · Nieuwe Aanleg · De Nieuwe Grond · Nijd en Spijt · Novar · Nursery · Nut en Schadelijk · Onoribo · Onverwacht · Oranibo · Ornamibo · Overbrug · Overtoom 
· Oxford · Palestina · Paradise · Persévérance · Petersburg · Picardië · Peperpot · Pieterszorg · Plaisance · Poelwijk · Potosie · Purmerend · Reijnsdorp · Reijnsfort · Rijnberk · Roosenburg · Rorac · Rust en Werk · Rustenburg · Saltzhalen · Sans Souci · Saphir · Sarah · Sardam · Schaapstede · Schoonoord · Sinabo en Gelre · Sint Barbara · Sint Eustatius · Slootwijk · Sorgvliet · Spieringshoek · Standvastigheid · Suidwijn · Suzanna's Daal · Toevlugt (Surinamerivier) · Tout Lui Faut · Toledo · Totness · Tyronne · 't Vertrouwen · Victoria · Vierkinderen · Visserszorg · Voorburg · Voorzorg (Saramacca) · Vossenburg · Vredenburg · Vriendsbeleid en Ouderzorg · Vreeland · Waltonhall · Waldijk · Waterloo · Wederzorg · Welbedacht · Welgelegen (Commewijne) · Welgelegen (Coronie) · Welgevallen · Weltevreden · Wolffs Capoerica · Wolfenbüttel · 't Ylant · Zoelen · Zorg en Hoop (hout) · Zorg en Hoop (indigo) · Zorg en Hoop (katoen) · Zorg en Hoop (suiker)